# Teoria do lugar
Teoria do lugar é uma teoria da audição que afirma que nossa percepção do som depende de onde cada frequência componente produz vibrações ao longo da membrana basilar. Por esta teoria, o tom de um som, como uma voz humana ou um tom musical, é determinado pelos locais onde a membrana vibra, com base em frequências correspondentes à organização tonotópica dos neurônios auditivos primários.
De forma mais geral, os esquemas que baseiam os atributos da percepção auditiva na taxa de disparo neural como uma função do lugar são conhecidos como esquemas de taxa-lugar.
A principal alternativa à teoria do lugar é a teoria temporal, também conhecida como teoria do tempo. Essas teorias estão intimamente ligadas ao princípio da salva ou teoria da salva, um mecanismo pelo qual grupos de neurônios podem codificar o tempo de uma forma de onda sonora. Em todos os casos, os padrões de disparo neural ao longo do tempo determinam a percepção do tom. A combinação conhecida como teoria do lugar-voleio usa ambos os mecanismos em combinação, codificando principalmente tons baixos por padrão temporal e tons altos por padrões de taxa-lugar. Acredita-se agora que existem boas evidências para ambos os mecanismos.
A teoria do lugar é geralmente atribuída a Hermann Helmholtz, embora tenha sido amplamente aceita muito antes.
Experimentos para distinguir entre teoria de lugar e teoria de taxa são difíceis de elaborar, devido à forte correlação: grandes vibrações com baixa taxa são produzidas na extremidade apical da membrana basilar, enquanto grandes vibrações com alta taxa são produzidas na extremidade basal. Os dois podem ser controlados independentemente usando implantes cocleares: pulsos com uma variedade de taxas podem ser aplicados por meio de eletrodos distribuídos ao longo da membrana. Experimentos usando receptores de implantes mostraram que, em baixas taxas de estimulação, as classificações de tom em uma escala de tom eram proporcionais ao logaritmo da taxa de estimulação, mas também diminuíam com a distância da janela redonda. Em taxas mais elevadas, o efeito da taxa foi mais fraco, mas o efeito do local foi forte.